# Zaans Museum
El Zaans Museum, un museo situado en el parque Zaanse Schans de la localidad holandesa de Zaandam, se inauguró en 1998 con el objetivo de cuidar y conservar el patrimonio de la región del Zaan. En el 2009, el museo se amplió con la incorporación de la Verkade Experience. 
En el 2016, el Zaans Museum inauguró tres edificios en el Zaanse Schans en los que se recrea la historia: la fabricación de toneles en la Kuiperij, los tejedores de velas en el Wevershuis y una familia de pescadores en el Jisperhuisje. Otro edificio del Zaans Museum es la Czaar Peterhuisje (Casa del Zar de Rusia Pedro I “El Grande”) en el centro de Zaandam. 
El museo presenta colecciones histórico-culturales y regionales que representan el patrimonio industrial y residencial. En el 2015, el museo adquirió un cuadro del periodo en el que el pintor impresionista francés Claude Monet visitó la región del Zaan (4 de junio - 8 de octubre de 1871), titulado "Vista del Voorzaan".
El Zaans Museum está ligado al Zaanse Schans, tanto desde el punto de vista físico como de contenido, y su objetivo es ofrecer una mayor profundización a la visita (turística) al Zaanse Schans, contrastando la imagen arquetípica de Holanda con la historia real de la región del Zaan.

## Colección

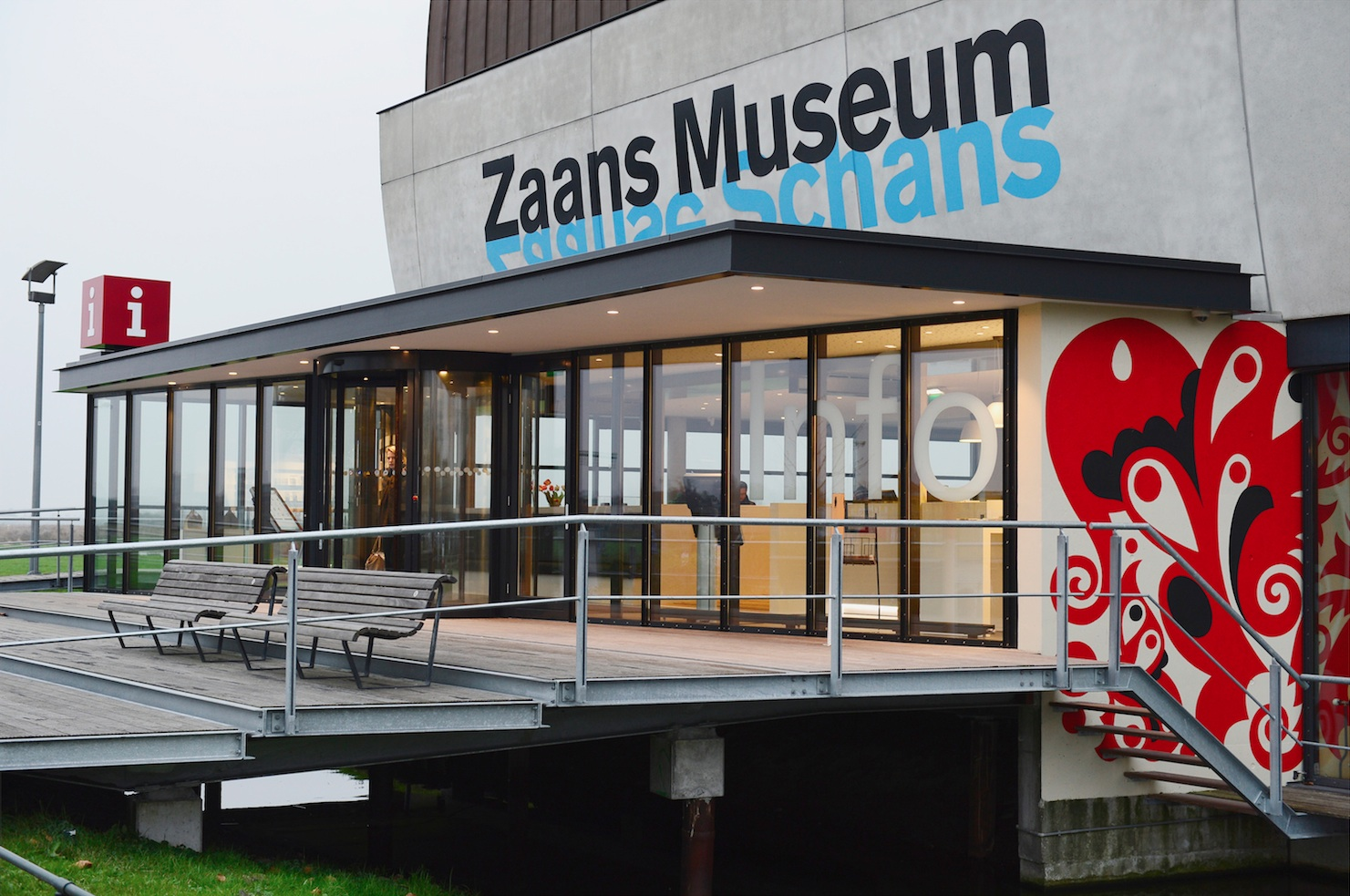
La entrada - Zaans Museum

El museo presenta colecciones histórico-culturales y regionales. Se basa en la colección de la Vereniging tot Instandhouding en Uitbreiding der Zaanlandse Oudheidkundige Verzameling Jacob Honig Janszoon Junior (Sociedad para la preservación y ampliación de la colección arqueológica de la región del Zaan de Jacob Honig Janszoon Junior). El Museum Zaans presenta dos subcolecciones: cultura residencial y cultura industrial. Dentro de la colección de cultura residencial, el museo muestra trajes regionales, mobiliario con decoración típica de la región y utensilios de las viviendas locales. La colección industrial comprende el patrimonio de importantes empresas de la región del Zaan, tales como Verkade, Bruynzeel, Honig, Albert Heijn y Lassie. 

## Edificios y exposiciones

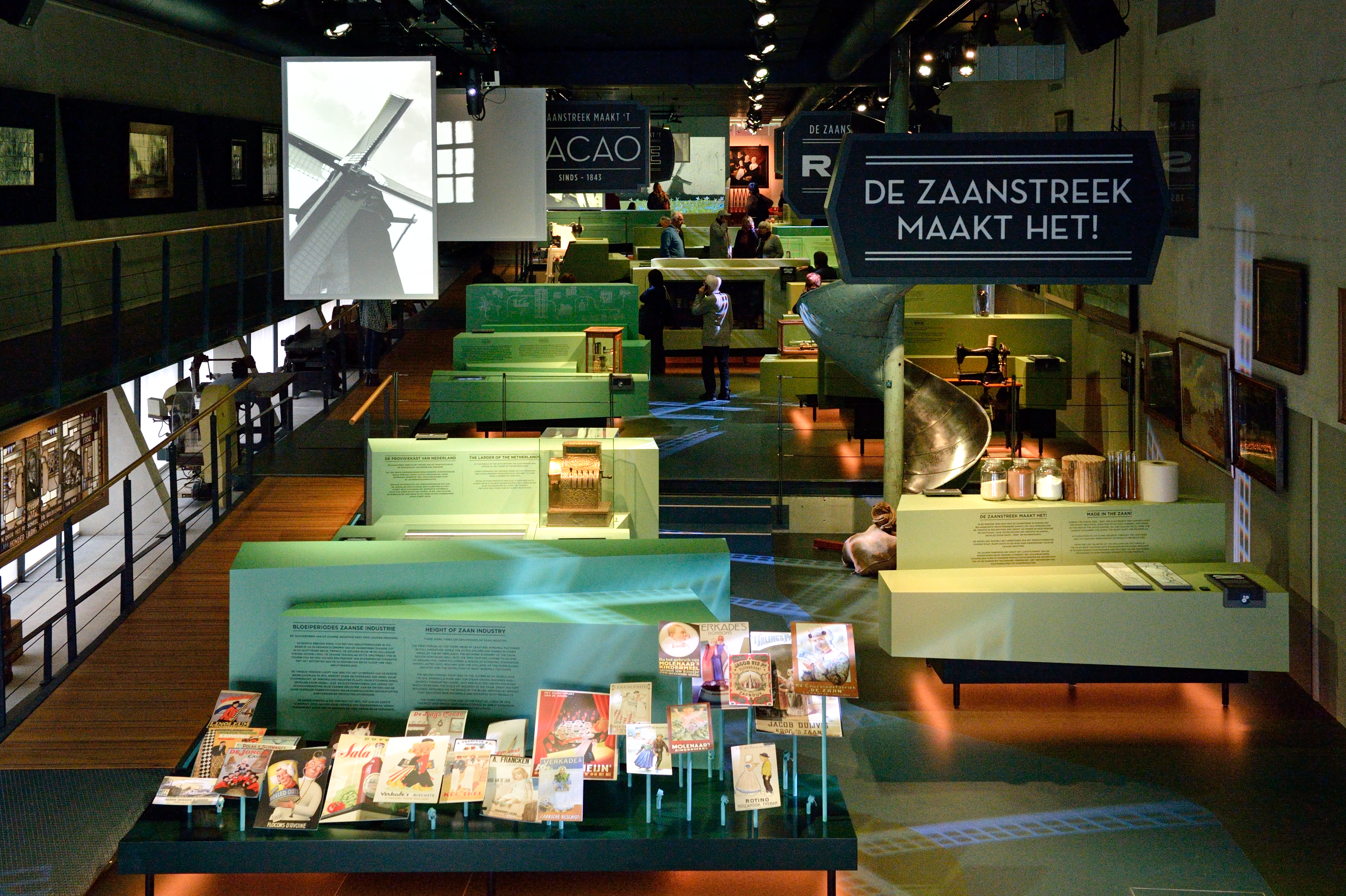
La Exposición 'De Zaanstreek maakt het'

### Zaans Museum
la exposición permanente del Zaans Museum se estructura actualmente en cinco apartados: ‘De Zaanstreek maakt het’ (La región del Zaan lo fabrica), ‘Typisch Zaans’ (Típico del Zaan), ‘Monet en het Zaanse Landschap’ (Monet y el paisaje del Zaan), ’Monumenten Spreken’ (Los monumentos hablan – la región del Zaan durante la Segunda Guerra Mundial) y la ‘Verkade Experience’. Se está preparando una nueva distribución de la exposición permanente, en la que se explicará el principal motivo por el que los turistas visitan el Zaanse Schans, a saber ‘la Holanda de antaño’. Su apertura está prevista para 2017/2018. En este parque, el Zaans Museum gestiona tres edificios exteriores: la Wevershuis, la Kuiperij y la Jisperhuisje. 

#### De Zaanstreek maakt het
La exposición permanente ‘De Zaanstreek maakt het’ (La región del Zaan lo fabrica) cuenta la historia de la industria en esta región. En los siglos XVII y XVIII, esta región era famosa por la gran cantidad de molinos y astilleros. En el siglo XIX, el aspecto de la zona cambió debido a la construcción de numerosas fábricas a lo largo de las orillas del río de Zaan. La construcción del canal del Mar del Norte (1876), un puerto marítimo, esclusas y líneas de ferrocarril a principios del siglo XX propició el desarrollo de las fábricas y de la industria alimentaria de la región del Zaan entre 1918 y 1965, convirtiéndose en el sector más importante y conocido de la industria holandesa. La región del Zaan también se denomina la ‘despensa de Holanda’.

#### Verkade Experience
La Verkade Experience alberga la colección corporativa de la familia Verkade, que incluye fotografías, expositores, envases, folletos y tres líneas de producción en funcionamiento para chocolate, galleta y velas. También hay una galería de honor en la que se presentan las acuarelas originales de los álbumes de cromos de Verkade.

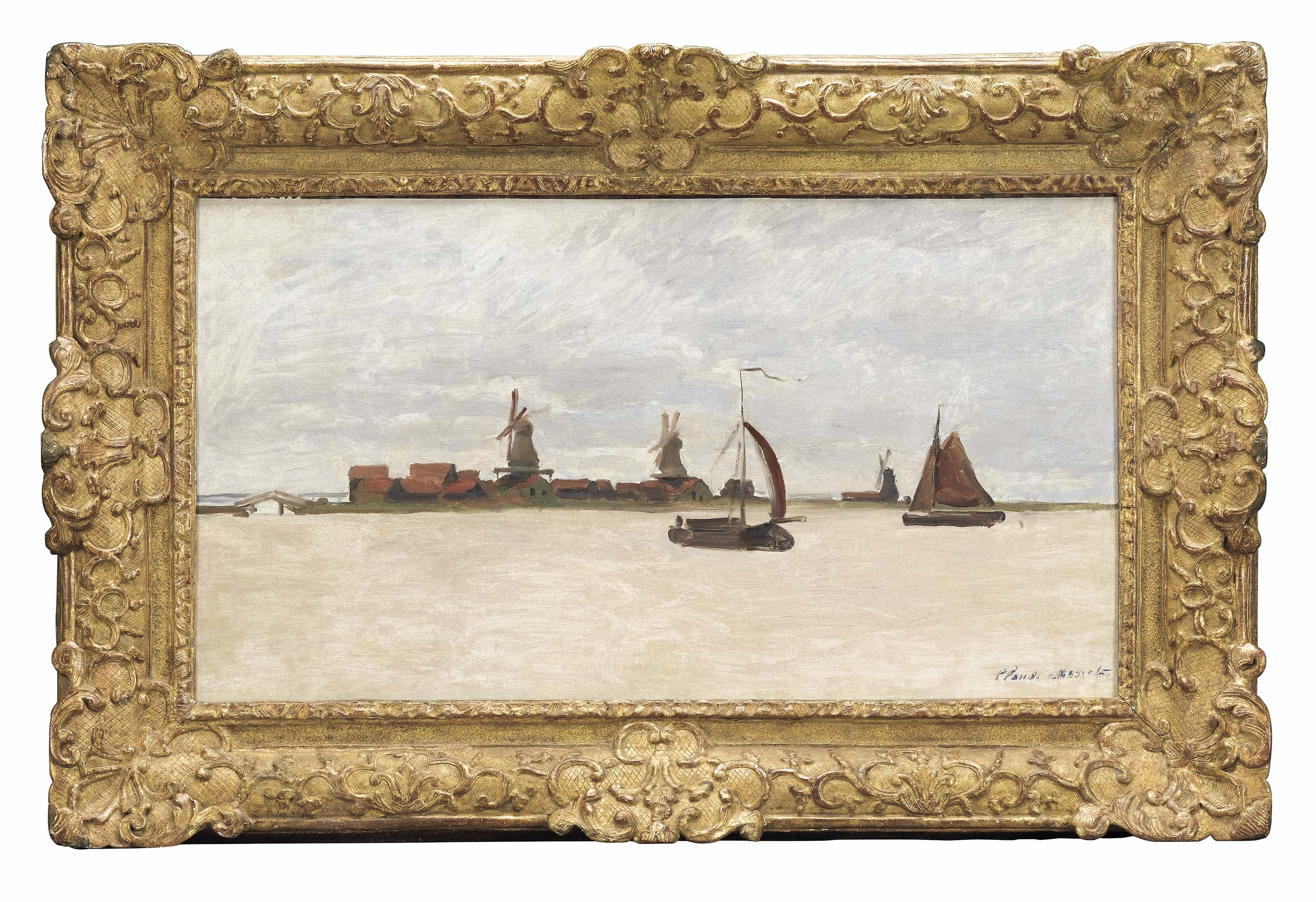
Claude Monet, De Voorzaan en de Westerhem, 1871 (colección Zaans Museum)

#### Monet en het Zaanse landschap
En el 2015, el museo adquirió un cuadro del periodo en el que el pintor impresionista francés Claude Monet visitó la región del Zaan (4 de junio - 8 de octubre de 1871) titulado "Vista del Voorzaan". El cuadro muestra la vista del Voorzaan, la parte del río al sur de las esclusas en el centro de Zaandam. Delante de la isla Westerhem navegan barcos. En la isla están los molinos de serrar De Bakker, de Roode Leeuw y De Notenboom. Monet pintó tres versiones de este paisaje. Más adelante, estos cuadros en serie se considerarían una de las características del impresionismo, un estilo con el que Monet experimentó en la región del Zaan. En una carta a su amigo Camille Pissarro le cuenta: ‘Zaandam es un lugar realmente especial y aquí se encuentra suficiente inspiración para pintar toda una vida. Casas de todos los colores, molinos a centenares y barcos espectaculares.’ 
“Vista del Voorzaan” de Monet forma parte de la exposición del Zaans Museum sobre el paisaje de la región del Zaan como fuente de inspiración de los artistas. También se incluye una presentación interactiva que muestra a tamaño real los 25 cuadros y 9 bocetos que Monet realizó en 1871 en Zaandam. El cuadro se ha incluido en la exposición permanente de cuadros y la galería de retratos de habitantes de esta región (el cuadro no se corresponde realmente con este tema, pero se muestra en este lugar). La colección de retratos comprende cuadros de miembros de familias del Zaan que alcanzaron el éxito en una de las industrias típicas de esta región, así como alcaldes, fabricantes y artistas. La colección también incluye piezas sueltas de habitantes conocidos y menos conocidos de esta región.

#### Typisch Zaans
La exposición permanente ‘Typisch Zaans’ (Típico del Zaan) supone una reconstrucción de una exposición de 1874, que forma la base de la colección actual del Zaans Museum. Para preservar el patrimonio de la región del Zaan, los historiadores y coleccionistas locales registraban la historia en los libros y colecciones. En agosto y septiembre de 1874 se presentó la “Tentoonstelling van Zaanlandsche Oudheden en Merkwaardigheden” (Exposición de antigüedades y curiosidades del Zaan) en el ayuntamiento de Zaandam. En una reconstrucción contemporánea de esta exposición del siglo XIX se muestra qué se consideraba entonces típico del Zaan.

#### Monumenten spreken
La exposición ‘Monumenten spreken’ (Los monumentos hablan) cuenta la historia de la Segunda Guerra Mundial en la región del Zaan. Explica lo que se esconde detrás de los veintiocho monumentos a la guerra y a la resistencia que existen en esta zona. Los monumentos hacen referencia a acontecimientos de la Segunda Guerra Mundial. En 28 minidocumentales, testigos de esa época cuentan sobre los mismos. Los documentales son obra de la Fundación Stichting Monumenten Spreken. 

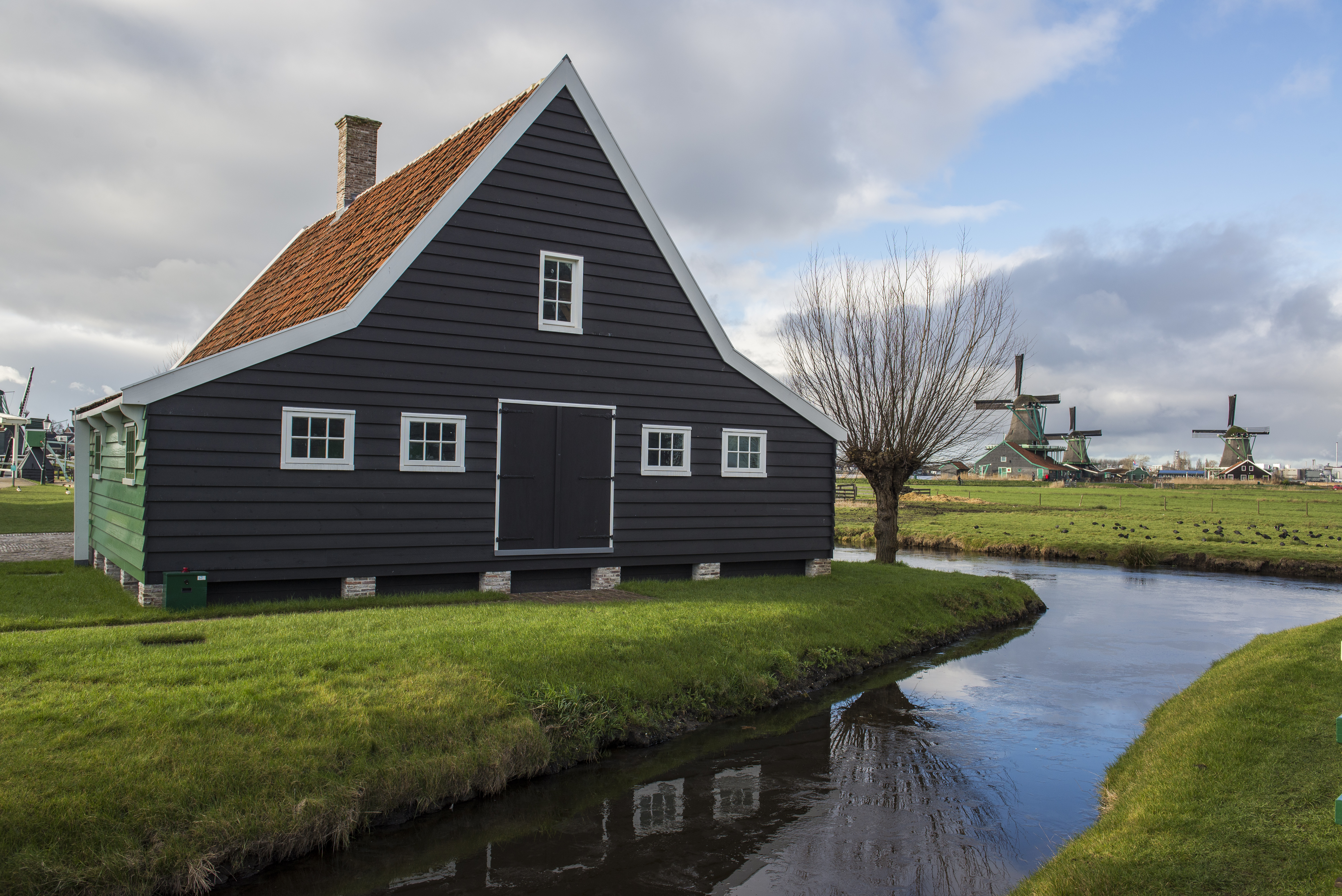
Het Wevershuis - Zaans Museum

#### Wevershuis
La Wevershuis es uno de los edificios del Zaans Museum ubicados en el Zaanse Schans. En esta casa todo gira en torno a la profesión de tejer velas en el siglo XIX. En el siglo XVIII vivían dos familias y había cinco telares. La exposición actual muestra cómo vivía una familia con dos telares. La Wevershuis se utilizó como tejeduría doméstica hasta principios del siglo XX. Por esas fechas, la casa estaba en la calle Dorpsstraat de Assendelft. En 2015, la casa se reconstruyó en el Zaanse Schans.

#### De Kuiperij
La Kuiperij es uno de los edificios del Zaans Museum ubicados en el Zaanse Schans. En esta casa ocupa un papel central el arte de la tonelería en torno a 1960. El interior de la fábrica de toneles procede del fabricante y comerciante de toneles S.R. Tiemstra en Zonen de Oostzanerwerf. El último tonelero, Jaap Tiemstra, legó toda la tonelería y su inventario al Zaans Museum. Los toneles ensamblados con aros se utilizaban como material para envasar mantequilla, leche, vinagre, aceite, pescado, fruta, verduras y hortalizas, ginebra, ron y todo tipo de cervezas y vinos.

#### La Jisperhuisje
La Jisperhuisje es uno de los edificios del Zaans Museum ubicados en el Zaanse Schans. En la Jisperhuisje, una casa de pescadores de la localidad de Jisp, el Zaans Museum muestra la vida de la mujer de un pescador antes de la revolución industrial (a mediados del siglo XIX). Los niños y adultos pueden retroceder en el tiempo vistiendo trajes regionales de dicha época. La vivienda es una réplica; la original data de 1860 y se puede admirar en el museo Zuiderzee en Enkhuizen. 

#### Honig Breethuis
Una parte de la colección del Zaans Museum se expone en el Honig Breethuis. En el Honig Breethuis los visitantes conocerán cómo vivía una familia de fabricantes y comerciantes de papel en el año 1830. El museo está situado en la Lagedijk en Zaandijk. 

#### Tsaar Peterhuisje
La Tsaar Peterhuisje (Casa del Zar de Rusia Pedro I “El Grande”), en el centro de Zaandam, es una de las casas de madera más antiguas de Holanda. La pequeña casa para trabajadores se construyó en 1632 con madera vieja usada en la construcción de barcos. En esta casa se alojó el Zar de Rusia Pedro I “El Grande” cuando vino en 1697 para aprender el oficio de carpintero naval. En 1823, se construyó una cubierta alrededor de la misma con el objetivo de protegerla. La cubierta de piedra actual data de 1895. Muchas personas, incluyendo zares rusos, reyes holandeses e incluso Napoleón, visitaron la vivienda. Los numeroso nombres que se han escrito y grabado en las ventanas y paredes de madera son un testimonio de estas visitas. La Tsaar Peterhuisje es un edificio perteneciente al Zaans Museum.

## Edificio y ubicación
El Zaans Museum se aloja desde su apertura en un edificio de construcción moderna de 16.500 m³. El edificio ha sido diseñado por el arquitecto Cor van Hillo. Desde el 11 de marzo de 2009 cuenta con una nueva ala que alberga la Verkade Experience. En esta ala se presenta la colección corporativa de Verkade. El Zaans Museum está en el Zaanse Schans cerca del Kalverpolder, un parque natural propiedad del instituto forestal holandés Staatsbosbeheer.
En el 2001, el museo recibió una mención durante la entrega anual del Premio de museo europeo del año. El jurado valoró sobre todo la arquitectura abierta y contemporánea del edificio, la ubicación del mismo con respecto a la reconstrucción histórica en el Zaanse Schans, sus programas didácticos y la presentación de la colección permanente. El diseño de la iluminación de la presentación también ha ganado dos premios: el Award of Merit del Edison Award 2000 y el International Illumination Design Award 2001.

## Exposiciones y ubicaciones futuras

### Old Holland
Se está preparando una nueva distribución de la exposición permanente, en la que se explicará el principal motivo por el que los turistas visitan el Zaanse Schans, a saber ‘Old Holland’ (la Holanda de antaño). Su apertura está prevista para 2017/2018.

### Museo Hembrug
A mediados de 2016, el Museo Hembrug pasará a formar parte del Zaans Museum. A lo largo del 2017 se presentará una parte de la colección en dos pequeños edificios para transformadores en el terreno de Hembrug. Los edificios monumentales, los objetos, las fotografías, los vídeos y los documentos muestran la historia de la antigua empresa armamentística Artillerie Inrichtingen y del terreno de Hembrug como el corazón militar y logístico de la Línea de defensa de Ámsterdam. La empresa fue el mayor generador de empleo de la región del Zaan.

### Kunsthal Zaandam
En colaboración con el ayuntamiento de Zaandam, el Zaans Museum desarrolla una kunsthal o sala de arte en el casco antiguo de Zaandam. La sala de arte mostrará sobre todo obras de arte típicas de Holanda, que responden a la imagen arquetípica que los visitantes extranjeros suelen tener del país.